# Tillandsia 'Califano'
Tillandsia 'Califano' es un  cultivar híbrido del género Tillandsia perteneciente a la familia  Bromeliaceae.
Es un híbrido creado en el año 1965 con las especies Tillandsia baileyi × Tillandsia ionantha